# ベロニカ・ボケーテ
ベロニカ・ボケーテ・ヒアダンス（スペイン語: Verónica Boquete Giadans、1987年4月9日 - ）は、スペイン・ガリシア州サンティアゴ・デ・コンポステーラ出身の女子サッカー選手。ポジションはミッドフィールダー、フォワード。セリエAのACFフィオレンティーナ所属。元スペイン代表。

## 経歴

### クラブ

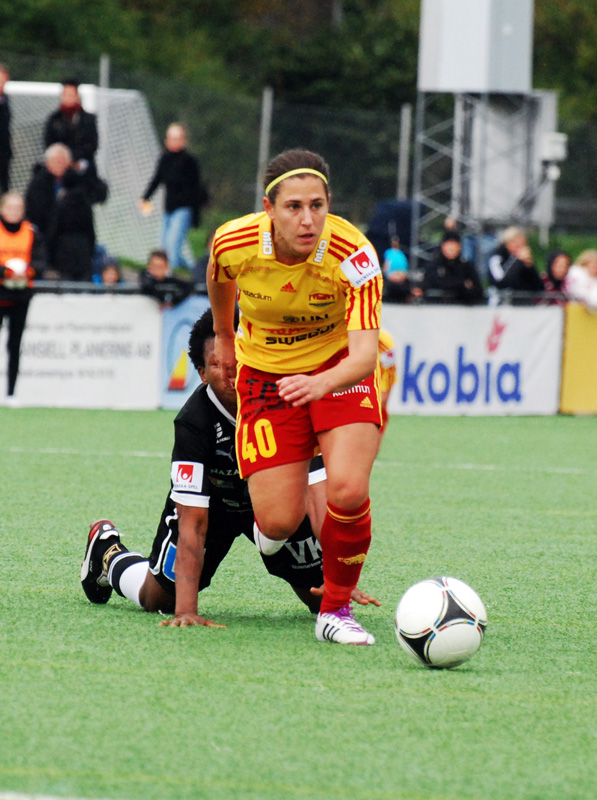
テーレソーFFでプレーするボケーテ

2004年、ガリシア州に本拠を置くユースチームのシュベントゥ・アギーニョでサッカー選手としてのキャリアをスタートさせた。2005年にはCDトランスポルテス・アルカイネと契約し、プリメーラ・ディビシオン・フェメニーナ（スペイン1部）デビューを果たした。2008年から2010年にはRCDエスパニョールに所属し、2度のコパ・デ・ラ・レイナ優勝を経験した。
2010年にはアメリカ合衆国のUSL Wリーグのウェスタン・ニューヨーク・フラッシュ、アメリカ女子プロサッカー(WPS)のシカゴ・レッド・スターズでプレーした。またこの年の夏にはRCDエスパニョールに戻り、29試合に出場し41ゴールを決めた。2011年にはWPSのフィラデルフィア・インディペンデンスと契約し、WPS準優勝を果たすと、リーグ最優秀選手賞を受賞した。
WPSの2011年シーズンが終わると、UEFA女子チャンピオンズリーグへの出場権を持つロシアプレミアリーグのFCエネルギア・ヴォロネジに移籍した。2012年1月にはスウェーデンダームアルスヴェンスカンのティーレソーFFと2年契約を結び、この年ティーレソーFFはリーグ初優勝を果たした。

### 代表
ベロニカ・ボケーテは2004年U-19UEFA女子選手権の優勝メンバーであり、それに続く2004年U-19女子世界選手権代表にも選ばれた。スペインフル代表でのデビューは2005年2月のオランダとの親善試合であった。2009女子EURO予選、2011年女子ワールドカップ予選、2013年女子EUROの代表にも選ばれた。
2015年6月には2015 FIFA女子ワールドカップにキャプテンとして出場した。スペイン代表はFIFA女子ワールドカップ初出場となった。

## タイトル

### クラブ
RCDエスパニョール
- コパ・デ・ラ・レイナ (2): 2009, 2010

ティーレソーFF
- ダームアルスヴェンスカン (1): 2012

1.FFCフランクフルト
- UEFA女子チャンピオンズリーグ (1): 2014–15

バイエルン・ミュンヘン
- ブンデスリーガ (1): 2015–16

### 代表
スペイン代表
- UEFA U-19女子選手権 (1): 2004
- アルガルヴェ・カップ: 2017

### 個人
- UEFA女子チャンピオンズリーグベストイレブン : 2013

## 伝記
- David Meyano (2013) (スペイン語). Vero Boquete, la princesa del deporte rey. CYDONIA EDITORIAL. ISBN 978-8493806491